# Wolin i Uznam
Wolin i Uznam este o arie protejată (arie specială de conservare — SAC, sit de importanță comunitară — SCI) din Polonia întinsă pe o suprafață de 30.791,95 ha, integral pe uscat.

## Localizare
Centrul sitului Wolin i Uznam este situat la coordonatele 53°54′09″N 14°27′00″E / 53.9026°N 14.4499°E.

## Înființare
Situl Wolin i Uznam a fost declarat sit de importanță comunitară în aprilie 2004 pentru a proteja 16 specii de animale. Situl a fost protejat și ca arie specială de conservare în ianuarie 2022.

## Biodiversitate
Situată în ecoregiunea continentală, aria protejată conține 27 de habitate naturale: Estuare, Vegetație anuală la limita mareei, Faleze cu vegetație de pe coastele atlantice și baltice, Pășuni atlantice udate de apa mării (Glauco-Puccinellietalia maritimae), Dune mobile cu vegetație embrionară, Dune mobile de-a lungul țărmului cu Ammophila arenaria („dune albe”), Dune de coastă fixe cu vegetație erbacee („dune gri”), Dune fixe decalcificate cu Empetrum nigrum, Dune cu Hyppophaë rhamnoides, Dune împădurite din regiunile atlantică, continentală și boreală, Vegetație psamofilă uscată cu pășuni deschise de Corynephorus și Agrostis, Lacuri eutrofice naturale cu vegetație de tip Magnopotamion sau Hydrocharition, Râuri cu maluri nămoloase cu vegetație de Chenopodion rubri p.p. și Bidention p.p., Pajiști uscate europene, Pajiști calcaroase din nisipuri xerice, Pajiști uscate seminaturale și facies de acoperire cu tufișuri pe substraturi calcaroase (Festuco-Brometalia) (* situri importante pentru orhidee), Pajiști cu Molinia pe soluri calcaroase, turboase sau argilos-nămoloase (Molinion caeruleae), Liziere de ierburi înalte hidrofile de câmpie și de nivel montan până la alpin, Fânețe de joasă altitudine (Alopecurus pratensis, Sanguisorba officinalis), Turbării active, Mlaștini calcaroase cu Cladium mariscus și specii de Caricion davallianae, Păduri de fag Luzulo-Fagetum, Păduri de fag Asperulo-Fagetum, Păduri de fag din Europa Centrală dezvoltate pe sol calcaros cu Cephalanthero-Fagion, Păduri acidofile de stejar bătrân cu Quercus robur pe câmpii nisipoase, Mlaștini împădurite, Păduri mixte riverane de Quercus robur, Ulmus laevis și Ulmus minor, Fraxinus excelsior sau Fraxinus angustifolia, de-a lungul marilor râuri (Ulmenion minoris).
La baza desemnării sitului se află mai multe specii protejate:
- amfibieni (2): buhai de baltă cu burta roșie (Bombina bombina), triton cu creastă (Triturus cristatus)
- mamifere (6): zimbru (Bison bonasus), castor (Castor fiber), Halichoerus grypus, vidră de râu (Lutra lutra), liliac comun (Myotis myotis), marsuin (Phocoena phocoena)
- nevertebrate (4): croitorul mare al stejarului (Cerambyx cerdo), rădașcă (Lucanus cervus), Osmoderma eremita, Unio crassus
- pești (4): Alosa fallax, Lampetra fluviatilis, săbiță (Pelecus cultratus), Petromyzon marinus